# Crudia laurentii
Crudia laurentii är en ärtväxtart som beskrevs av De Wild.. Crudia laurentii ingår i släktet Crudia, och familjen ärtväxter. Inga underarter finns listade i Catalogue of Life.